# Вітрила (сузір'я)
Вітри́ла (лат. Vela) — сузір'я південної півкулі неба. Неозброєним оком у цьому сузір'ї можна розрізнити 195 зір. На території України можна спостерігати частково. Окремі яскраві зорі сузір'я Вітрил можна спостерігати над південним горизонтом починаючи з 50° півн. широти. Повна видимість на широтах південніше 34°.

## Історія
Нове сузір'я. З давніх часів існувало сузір'я Корабель Арго, яке було в числі 48 сузір'їв, включених до каталогу зоряного неба Клавдія Птолемея Альмагест. За ініціативою Нікола Луї де Лакайля сузір'я Корабель Арго було розділене на три окремих сузір'я — Вітрила, Корма, Кіль.

## Помітні об'єкти у сузір'ї

### Зорі
Найяскравішою зорею сузір'я Вітрил є γ Вітрил (іноді називають Регор), що має видиму зоряну величину +1,75m. Це — кратна зоряна система, що складається з щонайменше шести зірок, найяскравіша з яких є блакитним надгігантом спектрального класу O9. Кратною зорею, що також складається, ймовірно, з шести зірок, є δ Вітрил.

### Об'єкти глибокого космосу
- Планетарна туманність NGC 3132 Туманність восьми спалахів. Загалом у межах сузір'я відкрито 32 планетарних туманності.
- Залишок наднової Вітрил. Це туманність, яка виникла після вибуху наднової зірки. У цьому залишку міститься пульсар.
- Туманність Ґама — тьмяна емісійна туманність, ймовірно залишок наднової.
- Надскупчення Вітрила — одне з найбільших надскупченнь, що знаходяться у Всесвіті.

Зірки δ Вітрил і κ Вітрил разом з зірками ι Кіля та ε Кіля утворюють астеризм Несправжній хрест. Його так називають через те, що ці чотири зірки часто плутають із сузір'ям Південного Хреста, що спричиняє помилки у астрономічній навігації.